# Rachacha
Le ou la rachacha, rach, arrache ou encore opium bas de gamme, est un opiacé.
Souvent confondu avec ou présenté comme de l'opium (produit artisanalement fabriqué avec le suc des têtes de pavots incisées), le rachacha est un concentré de décoction de têtes ou de racines de pavot macérées trente à quarante heures, ce qui en fait un produit saisonnier (surtout présent en été).

## Historique
Les décoctions, infusions ou confitures de pavot existent depuis l'Antiquité. Les Romains l'appelaient diaconium. Ces remèdes furent largement utilisés, au cours des siècles, pour leurs effets calmants.
Au XVIIe siècle, en Perse, existaient des lieux (« kokhnar ») où se consommaient des décoctions de têtes de pavot dans le cadre d'un rituel social qui aidait à réguler les tensions et les conflits.

## Pharmacologie
Les principes actifs du rachacha sont les alcaloïdes de l'opium dont le principal est la morphine (en quantités moindres que dans l'opium).

## Usage détourné et récréatif
Il se présente sous la forme d'une pâte plus ou moins fluide ou collante de couleur rouge-brunâtre plus ou moins foncée.
Son mode d'usage le plus fréquent est la consommation orale sous forme de petites boulettes. Celles-ci sont parfois dissoutes dans une boisson comme le thé. Certains fument le rachacha en joint. L'injection est rare car très dangereuse.
L'usager est souvent motivé soit par les effets calmants et hypnotiques propres aux opiacés, soit pour « amortir la descente » (la fin des effets) d'une consommation de stimulants.

## Effets et conséquences
Outre les effets sédatifs, les effets à court terme comprennent des nausées, vomissements et une baisse de l'amplitude respiratoire.
L'usage à moyen terme peut entraîner :
- baisse de l'appétit, affaiblissement ;
- constipation ;
- interruption des menstruations chez la femme.

L'usage régulier et répété de rachacha peut entraîner une accoutumance et installer une dépendance physique comme pour tout opiacé.

## Législation
Ce produit contenant des opiacés est interdit par les conventions internationales.
En France, il est classé comme stupéfiant.